# Сабэу, Иоан
Иоан Сабэу (рум. Ioan Sabău; род. 12 февраля 1968, Кымпия-Турзи, Клуж) — румынский футболист и футбольный тренер. Участник чемпионата мира 1990 и чемпионата Европы 1996 в составе сборной Румынии.

## Достижения

### Игровые
«Динамо» Бухарест
- Чемпион Румынии: 1989/90
- Обладатель Кубка Румынии: 1989/90

«Фейеноорд»
- Обладатель Кубка Нидерландов: 1990/91, 1991/92

«Рапид» Бухарест
- Чемпион Румынии: 1998/99, 2002/03
- Обладатель Кубка Румынии: 2001/02